# Tusen och en natt (film, 2000)
Tusen och en natt (originaltitel: Arabian Nights) är en amerikansk långfilm från år 2000. Filmen regisserades av Steve Barron och är baserad på sagosamlingen Tusen och en natt.

## Handling
Kung Shariar är tvungen att gifta sig, annars måste han lämna tronen och överlåta makten till sin bror. Shariars förra fru försökte döda honom, så han litar inte på kvinnor. Men han vill fortsätta att vara kung, så han går motvilligt med på att gifta sig med sagoberättaren Scheherazade - bara för att kunna låta avrätta henne när bröllopsnatten är över.
Men Scheherazade är hemligt förälskad i kung Shariar, och hon berättar sagor för kungen för att få honom att låta henne få behålla livet.

## Om filmen
Historien om kung Shariar och Sheherazade utgör själva ramberättelsen, och filmen återberättar några av de mest kända sagorna från Tusen och en natt, exempelvis sagan om Aladdin och om Ali Baba.
Filmen gjordes för amerikansk TV och var ursprungligen uppdelad i två delar. När filmen sedan skulle släppas på DVD, så valde man att redigera ihop den till en del.

## Rollista i urval
- Dougray Scott - kung Shariar
- Mili Avital - Sheherazade
- Alan Bates - Sagoberättare
- Jason Scott Lee - Aladdin
- John Leguizamo - Anden i Lampan och Anden i Ringen
- Vanessa Mae - prinsessan Zobeide
- Rufus Sewell - Ali Baba
- Jim Carter - Ja'Far
- Andy Serkis - Kasim